# 鬼岩公園

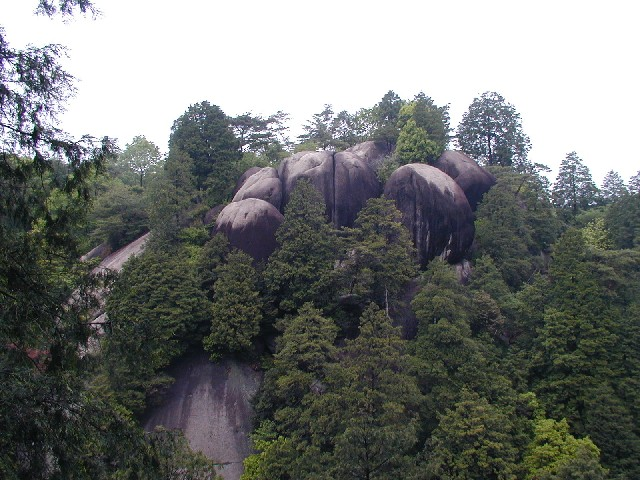
鬼岩公園の蓮華岩

鬼岩公園（おにいわ こうえん）とは、岐阜県可児郡御嵩町から瑞浪市に渡る公園である。飛騨木曽川国定公園にある（1964年（昭和39年）に編入）。鬼岩は国の名勝および天然記念物に指定されている。

## 概況
木曽川の支流である可児川の源流付近に位置し、花崗岩が数百万年にわたって浸食されてできた巨岩や奇石がある。また、ツツジやモミジが多くあり、秋は紅葉の名所となっている。烏帽子岩山頂付近では、年に数回だけ大雨などの後に滝が現れる。
近くには鬼岩温泉（硫黄化水素泉、ウラン鉱泉）がある。
御嵩町内の鬼岩にロッククライミング用のくさびが打ち込まれているのが2016年（平成28年）に発見された。日本フリークライミング協会は御嵩町や岐阜県、文化庁と協議のうえ、くさびの撤去または引き抜けない打ち込み箇所の補修作業を2018年（平成30年）3月27日に行った。

## 鬼岩の名の由来
「関の太郎」という鬼人が住んでいた事から、この地を鬼岩と呼ぶようになったという。「関の太郎」とは、1200年頃この地に住み、住民や東山道（古代の道路）を行きかう旅人に悪行を行なった鬼である。後白河法皇の命により派遣された兵士により討伐されたという。鬼岩以外にも、鬼の住処であった鬼の岩屋や討伐された鬼の首を埋めた鬼の首塚の他、太郎岩、まな板岩、首洗池などの名が伝説と共に残る。

## 岩穴くぐり
鬼岩ではかつては巨岩の間をくぐり抜ける「岩穴くぐり」が観光名物だった。しかし、事故や土砂崩れの影響などで2010年にルートは閉鎖された。ルート閉鎖後も再開を望む声があり、鬼岩観光協会では2014年（平成26年）から毎年2日間限定で岩穴くぐりを開催している。下記のような鬼滅の刃の効果で2020年（令和2年）の参加者が増加したことから、2021年（令和3年）の10月以降は、4月から11月の各月に4日間定期開催される。

## 福おにまつり
1986年（昭和61年）から毎年2月3日ごろ（2月第1日曜日）に行われている節分祭り。「関の太郎」が福鬼としてよみがえり厄払いをすると云われている。鬼が福を運んでくるため、豆を撒く時の掛け声が通常とは異なり「鬼は内、福は内」となっている。

## 御朱印
岐阜市のまちづくり団体・ひとひとの会によって企画・実行されている「金の御朱印」企画に2019年（令和元年）11月から参加しており、毎月最終金曜日（プレミアムフライデー）限定で通常の御朱印とは異なる金をあしらった御朱印が、鬼岩ドライブイン内の御朱印所において発行されている。表から見ると金色だが裏から見ると赤く見える、独自開発のインクを使っている。2020年（令和2年）7月31日からはエコバッグの販売も開始され、購入者には金の御朱印が無料配布される。2020年（令和2年）11月からは、下記の「鬼の一刀岩」にちなんだ金色の御朱印も限定販売される。また、岩穴くぐりが定期開催されるようになった2021年（令和3年）10月からはプレミアムフライデーに岩穴くぐり限定の金の御朱印が販売されている。

御朱印所で授与されている金の御朱印
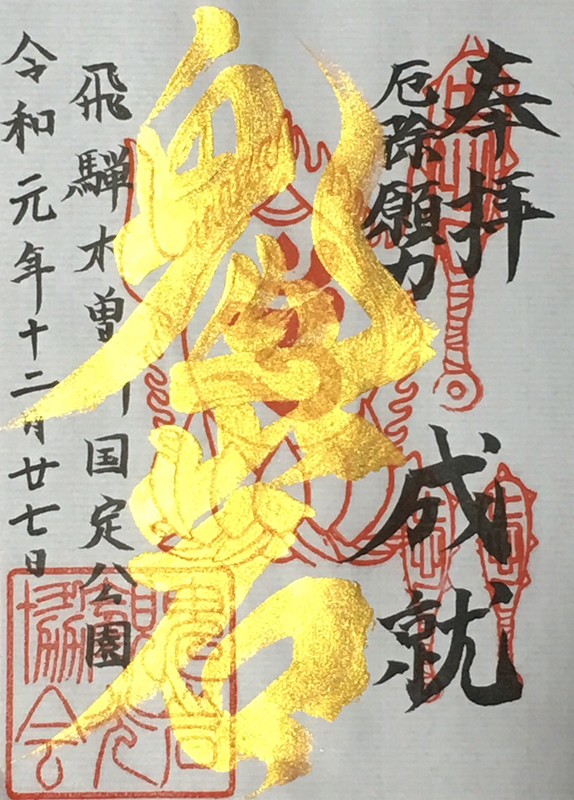
2019年（令和元年）12月27日
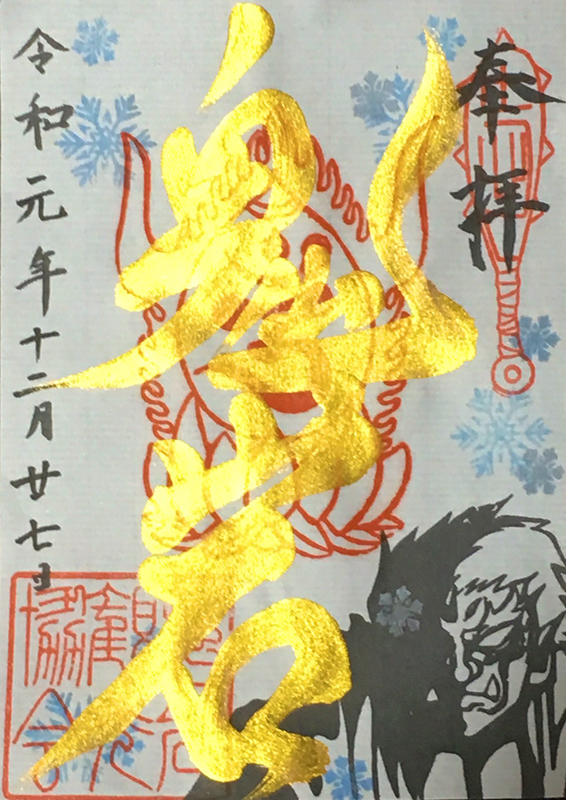
2019年（令和元年）12月27日
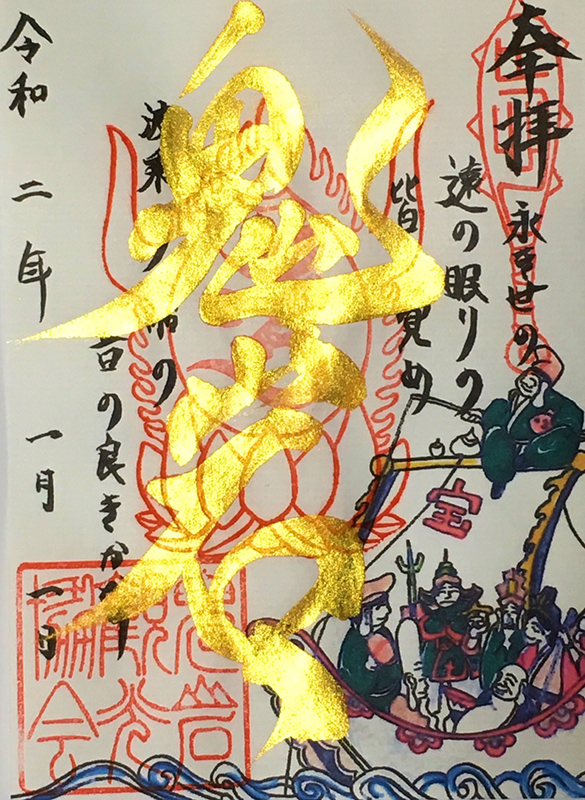
2020年（令和2年）1月1日

## 鬼の一刀岩
山頂付近にある大きな亀裂が入った岩が、鬼滅の刃の主人公・竈門炭治郎が鍛錬の末に刀で真っ二つにした岩に似ていることから、御嵩町が「鬼の一刀岩」と名付けてPRを行なっている。

## アクセス
鉄道の場合、名鉄広見線 御嵩駅またはJR中央本線 土岐市駅からタクシー利用（かつては東濃鉄道の路線バスが結んでいたが廃止。御嵩駅からの場合、平日のみふれあい予約バスでもアクセスできる）。高速道路の場合、中央自動車道 土岐ICまたは東海環状自動車道 可児御嵩ICから国道21号経由。